# Surfer Rosa
Surfer Rosa — дебютний студійний альбом американської інді-рок-групи Pixies, що вийшов у 1988. Диск мав великий успіх у Великій Британії, де низкою видань був названий серед найкращих альбомів року. На батьківщині команди, у США, платівка була видана пізніше.

## Про альбом
Surfer Rosa виконаний в класичному стилі Pixies з їхньою фірмовою динамікою «голосно / тихо» (пізніше ця «фішка» буде використана Nirvana на їхньому знаменитому Nevermind) . Подібно до свого попередника — EP Come on Pilgrim, він містить як енергійні поп-пісні (Broken Face, Break My Body), так і мелодійніші, плавні композиції (Where Is My Mind), однак на Surfer Rosa музика стає більш жорсткою (бути може, в цьому заслуга продюсера платівки — Стіва Альбіні, завжди віддавав перевагу «агресивний, часто лютий гітарний звук». Ще одна яскрава особливість альбому — запам'ятовуються сюрреалістичні тексти з елементами чорного гумору, багато з яких присвячені всіляким психічних захворювань і сексуальним девіаціям: так, в Broken Face є досить прозорий натяк на інцест, в  Gigantic  — на вуаєризм. Однією з найвідоміших речей з платівки — попри те, що окремим синглом вона не видавалася, — стала  Where Is My Mind, написана Френсісом під враженням від глибоководного плавання на Карибах. Пізніше ця композиція ввійшла до саундтреку до фільму «Бійцівський клуб».
Критики прийняли пластинку добре: так, Melody Maker і Sounds назвали «Surfer Rosa» «альбомом року». 2003 року запис ввійшов в число 500 найкращих альбомів усіх часів за версією журналу Rolling Stone під номером 315.
У 2011 році обкладинка альбому зайняла 19-е місце в списку найкращих обкладинок альбомів усіх часів на думку читачів інтернет — видання Music Radar.

## Список композицій
Всі пісні написані Блеком Френсісом, крім вказаних окремо.
1. «Bone Machine» — 3:02
2. «Break My Body» — 2:05
3. «Something Against You» — 1:47
4. «Broken Face» — 1:30
5. «Gigantic» (Блек Френсіс/Кім Діл) — 3:55
6. «River Euphrates» — 2:33
7. «Where is My Mind?» — 3:53
8. «Cactus» — 2:16
9. «Tony's Theme» — 1:52
10. «Oh My Golly!» — 1:48
11. «Vamos» — 4:18
12. «I'm Amazed» — 1:42
13. «Brick is Red» — 2:00